# 樂富站
樂富站（英語：Lok Fu Station）位於香港九龍黃大仙區橫頭磡樂富邨，是港鐵觀塘綫的鐵路車站，於1979年10月1日啟用。

## 車站構造
樂富站是地下車站，一共設有兩層，地面為出入口及車站大堂；而月台則位於地底的下層。車站共設有三部扶手電梯、一部升降機以及一條樓梯連接大堂及月台。

### 樓層
| G                 | 大堂 | 客務中心、商店、自助服務 |   |  |
| L1                | -    | 機電層（不對外開放） |   |  |
| L2                | 月台 | \| \| \| 觀塘綫往調景嶺（黃大仙） \| 1 \| \| \| 島式 · 開右邊车门 \| \| \| \| \| \| \| 2 \| 觀塘綫往黃埔（九龍塘） \| \| \| |   |  |
|                   |      | 觀塘綫往調景嶺（黃大仙） | 1 |  |
| 島式 · 開右邊车门 |      | |   |  |
|                   | 2    | 觀塘綫往黃埔（九龍塘） |   |  |

### 大堂
樂富站大堂內提供不同類型的商店以及自助服務設施。而大堂售票機旁亦設有香港郵政郵箱。
- 車站大堂（2023年5月）
- 車站商店（2023年5月）

### 月台
樂富站設有一座島式月台，兩個月台均已裝設月台幕門。由於樂富站大堂及扶手電梯集中在月台的東面，因此月台近西端沒有一般乘客可見的建構物，並且以牆壁分隔1、2號月台，近月台盡頭的位置設有兩條連接兩個月台的通道。樂富站剛啟用時，車站月台成為當時修正早期系統中最短的車站月台（長度只有4卡）。
在車站剛啟用時，樂富站是修正早期系統中唯一有三條並列的扶手電梯的車站。至於升降機則由原屬職員使用的升降機改裝為客用升降機。
- 1、2號月台（2022年4月）
- 車站月台近西端牆壁主要採用油綠色搪瓷板（2023年5月）
- 車站升降機（2023年5月）

### 出入口
樂富站設有兩個出入口，一個位於大堂尾端的A出口，連接樂富邨及公共運輸交匯處等地方；而B出口則在後期因應樂富中心（現為樂富廣場）工程而於1991年啟用，連接樂富中心二期。
|                            |                          | |      |
| 編號                       | 指示                     | 建議前往的目的地 | 圖片 |
| 出口 · A · 盲道标志 · 同层 | 樂富廣場 （UNY生活創庫） | 樂富廣場（UNY生活創庫）、巴士總站、中華基督教會扶輪中學、五邑工商總會幼兒園幼稚園、富強苑、房委會客務中心、香港浸會大學逸夫校園、香港傷殘青年協會、聯合道公園、賽馬會健康院、嘉強苑、潔心林炳炎中學、樂善堂余近卿中學、摩士公園（三號公園）、五旬節聖潔會永光書院、樂富公共圖書館、復康穿梭巴士站、德強苑、天馬苑、黃大仙上邨、宏暉中心、橫頭磡邨、橫頭磡賽馬會診所                                       |      |
| 出口 · B · 盲道标志 · 同层 | 樂富廣場B區              | 藝術與科技教育中心、福德學校、華德學校、華人基督教墳場、佛教醫院、佛教醫院中醫中心、香港兆基創意書院、嘉諾撒聖家書院、康強苑、香港華人基督教聯會大樓、唐氏綜合症協會、聯合道、九龍塘天主教華德學校、九龍仔遊樂場、九龍寨城公園、樂富邨、樂富廣場B區、樂富公園、樂富遊樂場、摩士公園（四號公園）、民生書院、鄰舍賽馬會樂富宿舍、聖博德堂、聖博德學校、永光堂、美東邨、東頭邨、石屋家園、五旬節聖潔會永光堂 |      |
| 註： 設有 \| 設於同一層    |                          | |      |

## 接駁交通
車站A出口附近、樂富邨宏樂樓及宏旭樓地面設有樂富巴士總站；而B出口附近亦設有樂富廣場二期專線小巴總站。

## 歷史

地底集體運輸系統路線圖1967年建議方案。圖中「老虎岩」即今之樂富站

### 命名及選址
在規劃早期系統時，樂富站曾考慮命名為老虎岩站，後來因應樂富邨建成，最後決定命名為樂富站。樂富站原址是橫頭磡邨內的足球場，並於1976年被徵用作為樂富站地盤。車站承建商為何迪富－法國濬海－成德－金門（香港）聯營，而車站則於1979年6月29日由承辦商移交予地下鐵路公司，而地鐵公司亦曾於同年9月1日開放樂富站予公眾參觀，車站於同年10月1日隨修正早期系統（石硤尾至觀塘段）通車而啟用。

### 更換升降機
樂富站連接大堂及月台的升降機曾於2015年11月16日起暫停使用，以更換為較新型號，並於2016年5月底重投服務。

### 反修例期間事件
- 2019年9月2日早上，有網民發起「港鐵超合作運動」。而於當日早上8時半，有一批示威者離開車廂後，約10多名警員突然衝進樂富站月台進行追捕，其中一名男子被按倒地上制服後被帶走，期間有在場人士喧嘩警員不要對他人施以暴力[12]。
- 2019年10月4日，有示威者破壞樂富站的閉路電視、增值機、閘機及顯示屏[13]；同年11月11日，樂富站再遭到攻擊破壞，車站被迫關閉[14]。

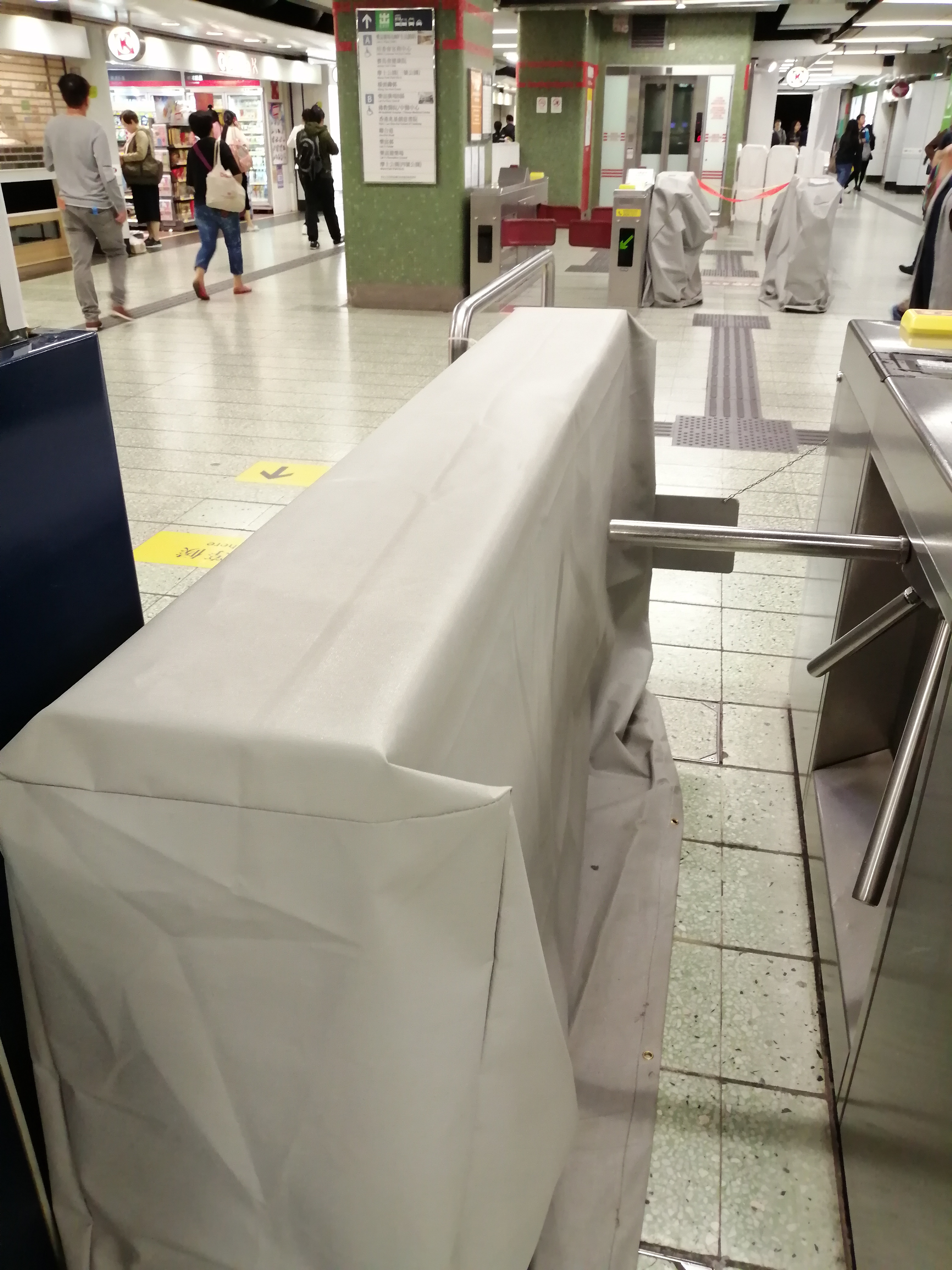
樂富站遭到破壞的閘機
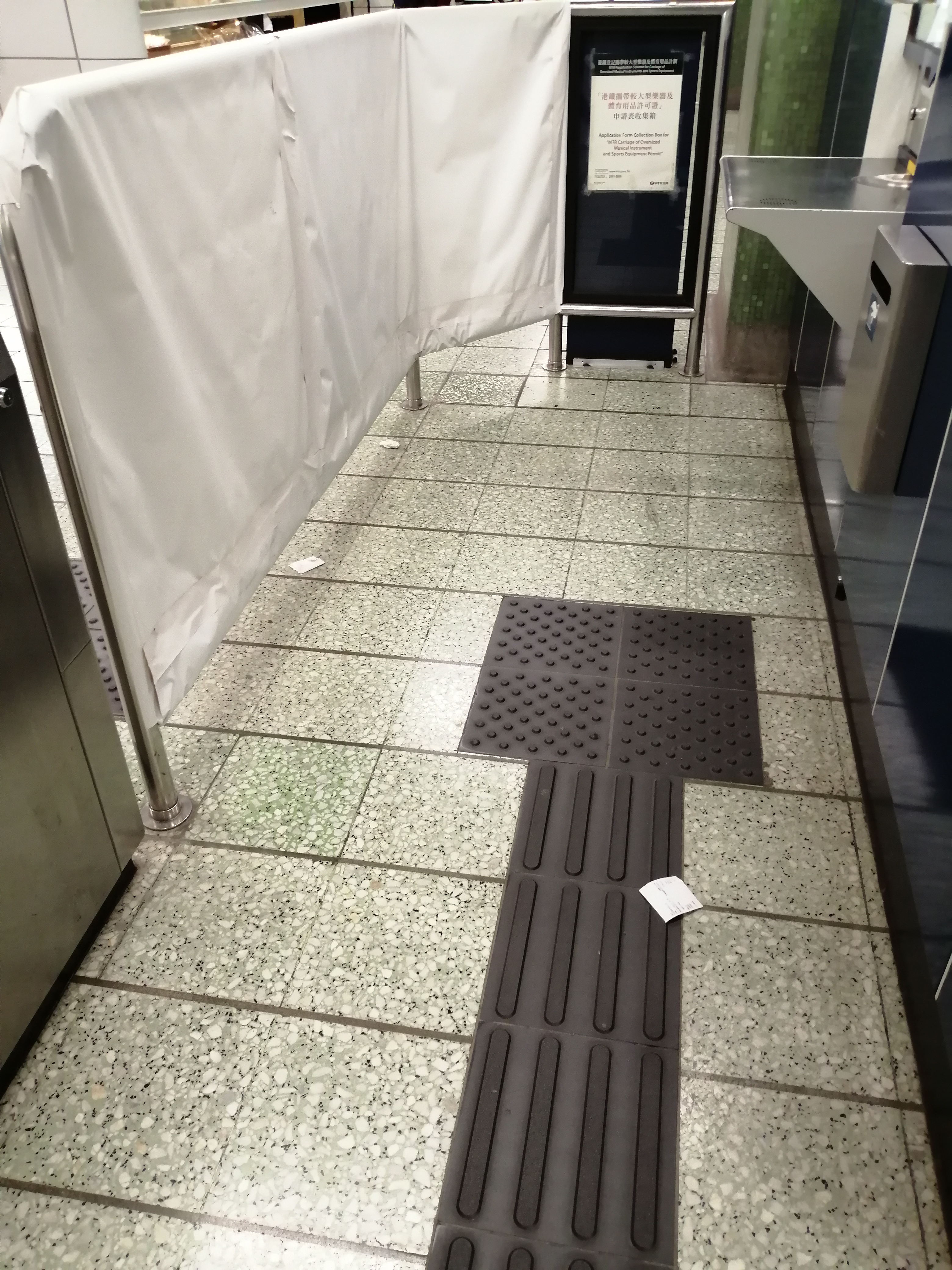
樂富站遭到破壞的玻璃欄杆

## 流行文化
樂富站曾是1984年香港電影《緣份》的拍攝場地之一，是片中男主角張國榮及女主角張曼玉玩緣份遊戲的其中一個地點；另外1988年香港電影《南北媽打》亦曾於樂富站取景。

## 外部連結
- 港鐵公司－樂富站街道圖 （页面存档备份，存于）
- 港鐵公司－樂富站位置圖 （页面存档备份，存于）
- 港鐵公司－樂富站列車服務時間 （页面存档备份，存于）